# Velika Krsna
Velika Krsna (Servisch cyrillisch Велика Крсна) is een plaats in de Servische gemeente Mladenovac. De plaats telt 3253 inwoners (2002).